# Срещу Катон
Anticato или Срещу Катон (Anti-Cato; лат.: Anticatones) е полемиката между Юлий Цезар и Цицерон за написаната брошура от Цицерон, в която хвали Катон Млади.
Текстът се е загубил, останали са само фрагменти.